# سرجو گوبی
سرجو گوبی (ایتالیایی: Sergio Gobbi؛ زادهٔ ۱۳ مهٔ ۱۹۳۸) کارگردان فیلم، فیلم‌نامه‌نویس، بازیگر و تهیه‌کننده فیلم اهل ایتالیا است.
از فیلم‌هایی که وی در آن‌ها نقش داشته‌است، می‌توان به بلاندی اشاره نمود.